# Tilman Tögel

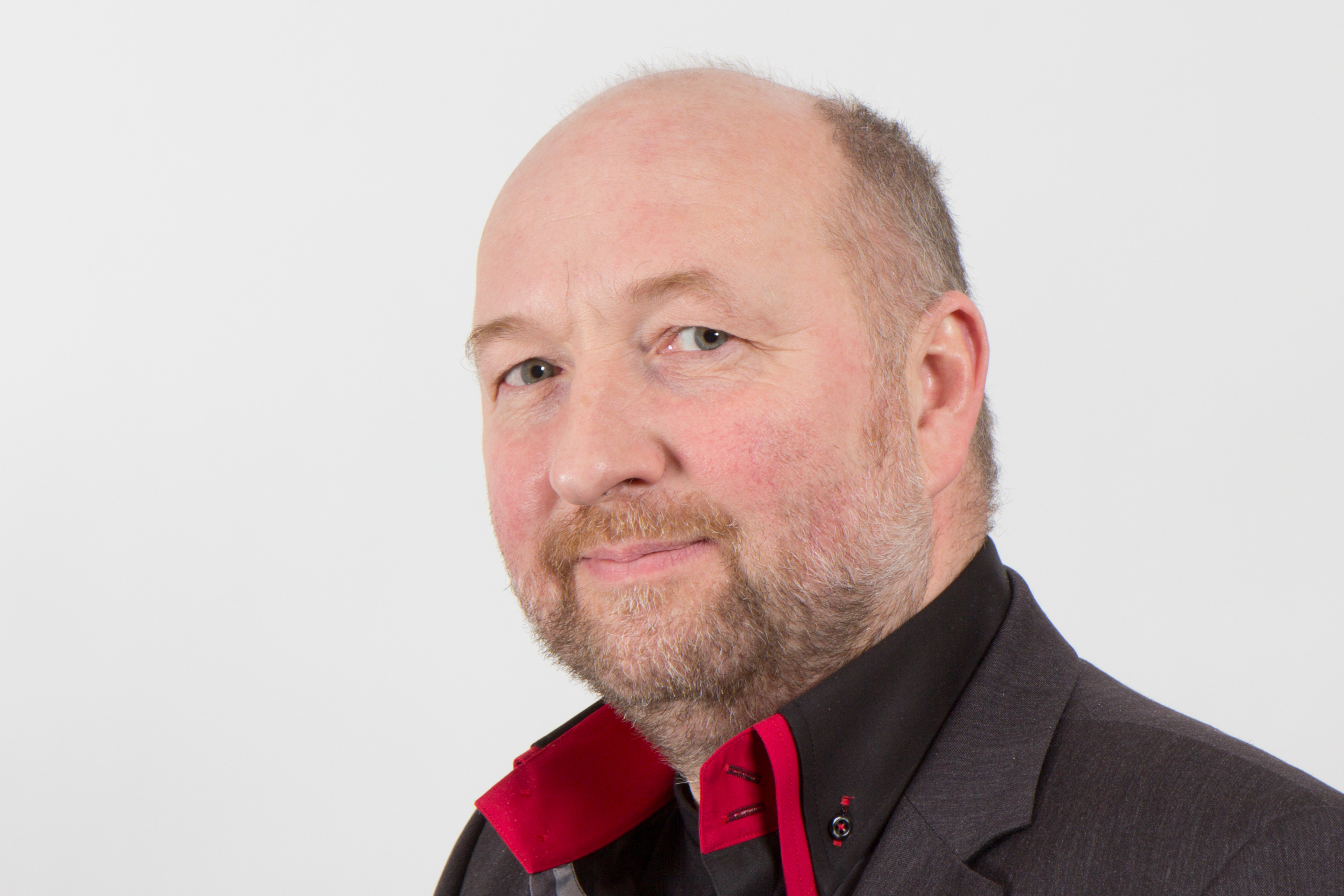
Tilman Tögel, 2012

Tilman Tögel (* 12. März 1960 in Leipzig; † 24. April 2019 in Stendal) war ein deutscher Politiker der SPD. Er war von 1990 bis 2016 Abgeordneter im Landtag von Sachsen-Anhalt.

## Leben und Beruf
Nach Abschluss der polytechnischen Oberschule 1976 begann er eine Ausbildung zum Elektroinstallateur, die er 1979 beendete.
Von 1976 bis 1990 war er Mitarbeiter im Krankenhaus Uchtspringe, wo er ab 1984 in der technischen Leitung tätig war. 1985 machte er seinen Meisterabschluss und erhielt sein Abitur im Fernstudium (1988 bis 1989).
Tögel war verheiratet und hatte zwei Kinder.

## Partei
Tögel trat 1989 in die Sozialdemokratische Partei in der DDR (SDP) ein.
Von 1990 bis 1994 war er Mitglied im SPD-Landesvorstand.
1993 bis 2006 war Tögel Vorsitzender des SPD-Ortsvereins Stendal.

## Abgeordneter
Tögel war Mitglied des Landtages seit der ersten Wahlperiode (1990) bis März 2016 und vertrat den Wahlkreis Stendal.
Von 1998 bis 2016 (außer 2006–2011) war Tögel Mitglied im Ausschuss der Regionen bei der Europäischen Union.
Seit Juni 2009 war Tögel Mitglied des Kreistages Stendal.

## Sonstiges
- Vorsitzender der H.u.H. Kaschade-Stiftung in Stendal seit 2011
- Vorsitzender „Stiftung Kloster Jerichow“ seit 2016
- Mitglied im Vorstand der Europäischen Bewegung Deutschland und Vizepräsident der Europäischen Bewegung Sachsen-Anhalt